# Grandes Personagens da Nossa História
Grandes Personagens da Nossa História é uma coleção enciclopédica em 5 volumes ( Existe um quinto volume, cuja capa traz o título " MAPAS HISTÓRICOS BRASILEIROS " ) Esse volume traz as ilustrações de 58 mapas sobre História do Brasil com riqueza iconográfica. Foi uma publicação lançada em fascículos e em bancas de jornais pela Editora Abril. 
Composta em formato capa dura, com medidas 24,5 x 30 cm, branca com adornos dourados.
Na apresentação da coleção, o editor Victor Civita, expõe que a obra é fruto de um trabalho realizado por uma equipe de pesquisadores, historiadores, literatos, redatores, fotógrafos e cartógrafos sob a direção do historiador Sérgio Buarque de Holanda.
Os fascículos que formam os quatro volumes são:
- Documentos Históricos e Manuscritos
- Pedro Álvares Cabral
- Martim Afonso de Sousa
- Tomé de Sousa
- José de Anchieta
- Mem de Sá
- Jerônimo de Albuquerque
- Maurício de Nassau
- Zumbi
- Antônio Tavares
- Fernão Dias Pais
- Padre Antônio Vieira
- Alexandre de Gusmão
- Tiradentes
- Aleijadinho
- Dom João VI
- Visconde de Cairu
- José Bonifácio
- Dom Pedro I
- Frei Caneca
- Senador Vergueiro
- Regente Feijó
- Maria Quitéria
- Bento Gonçalves
- Carneiro Leão
- Teófilo Ottoni
- José de Alencar
- Visconde de Mauá
- Dom Pedro II
- Duque de Caxias
- General Osório
- Castro Alves
- Almirante Tamandaré
- Visconde do Rio Branco
- José do Patrocínio
- Joaquim Nabuco
- Princesa Isabel
- André Rebouças
- Silva Jardim
- Benjamim Constant
- Marechal Deodoro
- Prudente de Moraes
- Saldanha da Gama
- Floriano Peixoto
- Machado de Assis
- Rui Barbosa
- Rodrigues Alves
- Barão do Rio Branco
- Oswaldo Cruz
- Euclides de Cunha
- Delimro Golveia
- Santos Dumont
- Artur Bernardes
- Borges de Medeiros
- Mário de Andrade
- Monteiro Lobato
- Marechal Rondon